# Pedrera de la Vallençana
La pedrera de la Vallençana és una antiga pedrera situada a la Serralada de Marina.

## Particularitats i ecologia
La pedrera, actualment clausurada, es troba al sector nord del terme municipal de Badalona. Des de mitjans del segle xx se n'extreien minerals per a la construcció. En total l'empresa explotadora, Piedras y Derivados (Pydsa), extraiè un total de 4,5 milions de m3 de pedra calcària i terra.
Actualment, la zona degradada que va deixar l'explotació durant aquests anys forma part d'una prova pilot per la recuperació de la zona muntanyenca del turó de la Roca Plana (342 m), el Pi Candeler (463 m) i el naixement de la riera de la Vallençana. El projecte consisteix en el soterrament de bales de residus biodegradables sobre els quals s'hi ha plantat vinya, creant un tallafoc.